# Gerrit Winter (Sänger)
Gerrit Winter, Künstlername Gee Road (* 3. Juli 1983 in Oldenburg) ist ein deutscher Sänger, Moderator, Autor und Vocalcoach.

## Leben
Winter wollte schon früh Sänger werden und machte mit 17 Jahren ein Schulpraktikum in einem Tonstudio. Am Ende des Praktikums bekam er eine CD-Produktion geschenkt. Er nahm professionellen Gesangsunterricht und nahm an Castings teil. 2001 kam er bei einem „Pop-Act“-Casting mit 7000 Teilnehmern unter die letzten 30. Zwei Jahre später, nach Abschluss seines Abiturs, kam er in die RTL-II-Fernsehshow Fame Academy, wo er mit dem Soulpop-Song Back at One auftrat. Nach drei Monaten gehörte er aber nicht zu den sechs Teilnehmern, die in die Siegerband Become One gewählt wurden. Er moderierte in dieser Zeit als Co-Moderator bei der RTL 2 Musikshow THE DOME und war unter anderem bei MTV select zu Gast. Danach arbeitete er weiter an seiner Musikkarriere, begann ein Musik-/Musikwissenschaft- und Theologiestudium und arbeitete daneben als Model.
In den folgenden Jahren wechselte Winter in die deutsche Musik. 2006 veröffentlichte er seine erste Single Wenn auch nur für einen Tag. Winter, der auch selbst Lieder schreibt, wurde bald darauf Anfang 2007 von Universal unter Vertrag genommen und produzierte im Frühjahr 2009 sein Debütalbum Wovon träumst du. Am 9. Oktober erschien vorab der Titelsong als Single und trat Ende des Monats in die deutschen Charts ein. Sein Album Wovon träumst du erschien am 23. Oktober 2009 und Winter trat in diversen TV-Sendungen (beispielsweise Die neue Hitparade am 31. Dezember 2009) auf, um seine Musik weiter zu promoten.
2011 bekam Winter bei Warner Music Germany einen Plattenvertrag. Im August 2012 veröffentlichte Winter unter dem Künstlernamen Gee Road die Single King for a Day, die er am 12. August 2012 in der ZDF-Sendung Fernsehgarten vorstellte.
Unter dem neuen Namen lieferte er zur Wahl der Miss Germany 2013 den gleichnamigen Titelsong, der am 22. Februar 2013 bei 1und1.de vorgestellt wurde und erstmals live am 23. Februar 2013 beim Finale der Miss Germany Wahl 2013 präsentiert wurde.
Seit 2010 arbeitet der studierte Musikwissenschaftler und Theologe als Vocalcoach und Stimmexperte sowie Businesscoach, u. a. für die London Business School, diverse TV-Produktionen sowie Prominente, wie etwa Birgit Schrowange.
Im März 2021 erschien sein erstes Buch mit dem Titel Sei eine Stimme, nicht nur ein Echo. Im August 2022 erscheint sein zweites Buch Das Abenteuer Hingabe. 
Daneben steht er als Speaker und Vortragsredner auf der Bühne, bspw. für AIDA, und ist als Moderator tätig, unter anderem für das Kabel-1-Format „Abenteuer Leben“ oder das RTL-Format „Die Faktenchecker“.

## Diskografie
Alben
- Wovon träumst Du (2009)

Singles
- Life Is a Rollercoaster - Fame Academy Feat. Gerrit Winter (2003)
- Wenn auch nur für einen Tag (2006)
- Wovon träumst Du (2009)
- King For A Day - Gee Road (2012)
- Miss Germany - Gee Road (2013)
- Battlefield (2025)

## Bücher
- Gerrit Winter: Sei eine Stimme, nicht nur ein Echo, ZS - ein Verlag der Edel Verlagsgruppe, Hamburg 2021, ISBN 978-3-965-84073-7
- Gerrit Winter: Das Abenteuer Hingabe, Herder Verlag, Freiburg 2022, ISBN 978-3-451-03396-4

| Personendaten    | Personendaten                |
| ---------------- | ---------------------------- |
| NAME             | Winter, Gerrit               |
| ALTERNATIVNAMEN  | Gee Road                     |
| KURZBESCHREIBUNG | deutscher Schlagerpop-Sänger |
| GEBURTSDATUM     | 3. Juli 1983                 |
| GEBURTSORT       | Oldenburg                    |